# Florian Fischerauer
Florian Fischerauer (* 1. Jänner 1999) ist ein österreichischer Fußballspieler.

## Karriere
Fischerauer begann seine Karriere bei der Union Mauer. 2009 wechselte er zum FC Admira Wacker Mödling. Bei der Admira durchlief er bis 2015 die Akademien. Im Mai 2015 spielte er erstmals für die Amateurmannschaft der Admira in der Regionalliga. Am ersten Spieltag der Saison 2015/16 konnte er gegen die SV Oberwart seinen ersten Treffer in der Regionalliga erzielen. Nachdem er sich im August 2015 bei einem Testspiel der österreichischen U-17-Auswahl gegen Montenegro das Kreuzband gerissen hatte, fiel er für den Rest der Saison 2015/16 aus.
Zur Saison 2016/17 rückte er in den Bundesligakader der Admira auf. Sein Debüt für die Profis gab er am 17. Juli 2016 in der ersten Runde des ÖFB-Cups gegen den Dornbirner SV, als er in der zweiten Halbzeit für Daniel Hautzinger ins Spiel kam. Vier Tage später gab er sein internationales Debüt, als er im Rückspiel der zweiten Runde der Europa-League-Qualifikation gegen den PFK Kəpəz in der 75. Minute für Christoph Knasmüllner eingewechselt wurde.
Sein Debüt in der Bundesliga gab er im Februar 2018, als er am 21. Spieltag der Saison 2017/18 gegen den FC Red Bull Salzburg in der 71. Minute für Patrick Schmidt ins Spiel gebracht wurde. Bis Saisonende kam er zu zwei Bundesligaeinsätzen für die Niederösterreicher, denen allerdings keine weiteren folgen sollten. Ab der Saison 2019/20 gehörte er wieder nur noch dem Kader der Amateure an.
Nach 73 Einsätzen für die Amateure wechselte er zur Saison 2020/21 zum Regionalligisten FCM Traiskirchen. Für Traiskirchen kam er zu neun Einsätzen in der Regionalliga, in denen er drei Tore erzielte. Im Jänner 2021 wechselte er leihweise zur zweiten Mannschaft des FK Austria Wien. Während der Leihe absolvierte er 14 Partien für die Wiener in der 2. Liga, in denen er vier Mal traf. Im Juni 2021 wurde er fest verpflichtet. Nach insgesamt 60 Zweitligaeinsätzen, in denen er zwölf Tore erzielte, verließ er die Austria nach dem Zweitligaabstieg 2023.
Anschließend wechselte er im Juli 2023 zum Zweitligisten SV Horn, bei dem er einen bis Juni 2024 laufenden Vertrag erhielt. Für Horn kam er zu 39 Einsätzen in der 2. Liga, aus der das Team 2025 abstieg. Zur Saison 2025/26 kehrte Fischerauer daraufhin zu Regionalligist Traiskirchen zurück.